# ShiroSAGISU OUTTAKES FROM EVANGELION (VOL.1)
『ShiroSAGISU OUTTAKES FROM EVANGELION (VOL.1)』（シロウサギス・アウトテイクス・フロム・エヴァンゲリオン ボルワン）は、エヴァンゲリオンシリーズのサウンドトラック。2016年7月30日にKING AMUSEMENT CREATIVEから発売された。

## 概要

### アルバム解説
- 鷺巣詩郎が『新世紀エヴァンゲリオン』および『ヱヴァンゲリヲン新劇場版』シリーズのために制作した未発表音源、蔵出し音源、別テイクを集めたアルバムである[2]。
- 1990年に放送されたテレビアニメ『ふしぎの海のナディア』から続く庵野秀明と鷺巣の組み合わせの25周年企画としても扱われている[2]。
- 日本アニメ（ーター）見本市で使用された曲も収録されている[2]。
- 映画『シン・ゴジラ』のサウンドトラック『シン・ゴジラ音楽集』と同時発売となっており、セット販売も行われた[3]。
- 2020年9月2日より、サブスクリプションサービスにて配信が開始された[4]。

### 楽曲解説
- 「M11 re-arrange and re-mix」は、「Everything you've ever dreamed」のアレンジバージョンである。ARIANNEのボーカルは1997年1月当時の物をそのまま使用してある[5]。オーケストラは、2013年に発売された『Evangelion PianoForte #1』に収録されてある「M11_shionoya_arianne」を基にアレンジされている[5]。
- 「M3 complet」は、「空しき流れ」とそのイントロに当たる「M-3 SUITE」を繋げ、本来の形としてリミックスをされた曲である[5]。
- 「Londonderry orchestra+piano」は、『ヱヴァンゲリヲン新劇場版:Q』で使用される予定だったが没になった曲である[5]。後に日本アニメ（ーター）見本市の第7話「until You come to me.」（2014年）にて使用された。
- 「M5 mix again」は、『NEON GENESIS EVANGELION: S2 WORKS』に収録されている「M-5」（劇中未使用）のリミックスバージョンである[2]。
- 「E13 nineteen years after mix」は、2006年に発売されたシングル「魂のルフラン/THANATOS -IF I CAN'T BE YOURS-」に収録されている「THANATOS -IF I CAN'T BE YOURS- “Nine Years After Mix”」の別テイクである[2]。サブタイトルの「nineteen years after mix」は、オリジナルから19年後に発表されたことを表している[5]。
- 「EM21 no choir」は、『ヱヴァンゲリヲン新劇場版:序』で使用された「Angel of Doom」のインストゥルメンタルバージョンである。
- 「0902 no choir」は、『ヱヴァンゲリヲン新劇場版:破』で使用された「The Final Decision We All Must Take」のインストゥルメンタルバージョンである。
- 「0948 no choir」は、『ヱヴァンゲリヲン新劇場版:破』で使用された「In My Spirit」のインストゥルメンタルバージョンである。
- 「Nu02 no choir」は、『ヱヴァンゲリヲン新劇場版:破』で使用された「Carnage」のインストゥルメンタルバージョンである。
- 「C17 rough demo」は、『ヱヴァンゲリヲン新劇場版:Q』で使用された「Gods Message」のデモ音源である。
- 「C16 rough demo」は、『ヱヴァンゲリヲン新劇場版:Q』で使用された「Dark Defender」のデモ音源である。
- 「C15 rough demo」は、『ヱヴァンゲリヲン新劇場版:Q』で使用された「The Anthem」のデモ音源である。
- 「SS101 alterna02」は、『Shiro SAGISU Music from "EVANGELION:3.0" YOU CAN (NOT) REDO.』に収録されている「Qui veut faire l'ange fait la bête (piano capricieux)」のアレンジバージョンである。
- 「1120 rough demo」は、『ヱヴァンゲリヲン新劇場版:Q』で使用された「Gods Gift」のデモ音源である。
- 「Armageddon proto type」は、「カノン」のアレンジ曲。『EVANGELION-VOX』に収録されている「ARMAGEDDON」のプロトタイプのインストゥルメンタルバージョンである（『EVANGELION-VOX』に収録されたままのインストゥルメンタルではない）。
- 「1155 twenty-five degrees of frost」は、2013年12月20日に発売されたインナーイヤーヘッドフォン「A.T. EVA HQ-3.0」の特典として付属された「3EM26_twenty five degrees of frost」である[2]。2013年の発表以来CDなどに収録されておらず、このCDで初収録となった[2][6]。『ヱヴァンゲリヲン新劇場版:Q』で使用された「Scarred and Battled」のインストゥルメンタルバージョンである。
- 「A4 arpa」は、『ヱヴァンゲリヲン新劇場版:Q』で使用された「Quelconque 56 avec A4 (2 pianos plus)」のハープバージョンである。
- 「Auld Lang Syne from the animators」は、「蛍の光」のアレンジ曲である。日本アニメ（ーター）見本市の第22話「イブセキ ヨルニ」（2015年）にて使用された。
- 「F02 TV 15sec alterna jazzy」は、『NEON GENESIS EVANGELION II』に収録されている「次回予告 (15秒バージョン)」に合唱を加え、ジャズ風にアレンジした曲である[5]。
- 「F02 choir+boys」は、「次回予告」の合唱バージョンである。

## 収録曲
| #         | タイトル                              | 作詞                                          | 作曲                       | 編曲      | 歌                                    | 時間  |
| --------- | ------------------------------------- | --------------------------------------------- | -------------------------- | --------- | ------------------------------------- | ----- |
| 1.        | 「M11 re-arrange and re-mix」         | 庵野秀明（日本語原詩） Mike Wyzgowski（英訳） | 鷺巣詩郎                   | 鷺巣詩郎  | ARIANNE                               | 6:31  |
| 2.        | 「M3 complet」                        |                                               | 鷺巣詩郎                   | 鷺巣詩郎  |                                       | 7:03  |
| 3.        | 「Emptiness and more melody」         |                                               | 鷺巣詩郎                   | 鷺巣詩郎  |                                       | 3:18  |
| 4.        | 「Londonderry orchestra+piano」       |                                               | 鷺巣詩郎                   | 狭間美帆  |                                       | 4:40  |
| 5.        | 「M5 mix again」                      |                                               | 鷺巣詩郎                   | 鷺巣詩郎  | London Community Gospel Choir（合唱） | 3:45  |
| 6.        | 「E13 nineteen years after mix」      | MASH                                          | 鷺巣詩郎                   | 鷺巣詩郎  | LOREN & MASH                          | 7:00  |
| 7.        | 「EM21 no choir」                     |                                               | 鷺巣詩郎                   | 鷺巣詩郎  |                                       | 3:49  |
| 8.        | 「0902 no choir」                     |                                               | 鷺巣詩郎                   | 鷺巣詩郎  |                                       | 4:13  |
| 9.        | 「0948 no choir」                     |                                               | 鷺巣詩郎                   | 鷺巣詩郎  |                                       | 3:14  |
| 10.       | 「Nu02 no choir」                     |                                               | 鷺巣詩郎                   | 天野正道  |                                       | 3:26  |
| 11.       | 「C17 rough demo」                    |                                               | 鷺巣詩郎                   | CHOKKAKU  |                                       | 3:13  |
| 12.       | 「C16 rough demo」                    |                                               | 鷺巣詩郎                   | CHOKKAKU  |                                       | 2:55  |
| 13.       | 「C15 rough demo」                    |                                               | 鷺巣詩郎                   | CHOKKAKU  |                                       | 3:11  |
| 14.       | 「SS101 alterna02」                   |                                               | 鷺巣詩郎                   | 鷺巣詩郎  |                                       | 2:16  |
| 15.       | 「1120 rough demo」                   |                                               | 鷺巣詩郎                   | CHOKKAKU  |                                       | 3:25  |
| 16.       | 「Armageddon proto type」             |                                               | Johann Pachelbel           | 鷺巣詩郎  |                                       | 3:35  |
| 17.       | 「1155 twenty-five degrees of frost」 |                                               | 鷺巣詩郎                   | 啼鵬      |                                       | 4:40  |
| 18.       | 「A4 arpa」                           |                                               | 鷺巣詩郎                   | 朝川朋之  |                                       | 1:41  |
| 19.       | 「Auld Lang Syne from the animators」 |                                               | 不詳（スコットランド民謡） | 天野正道  |                                       | 5:25  |
| 20.       | 「F02 TV 15sec alterna jazzy」        | Mike Wyzgowski 鷺巣詩郎                       | 鷺巣詩郎                   | 鷺巣詩郎  | choir+boys（合唱）                    | 0:19  |
| 21.       | 「F02 choir+boys」                    | Mike Wyzgowski 鷺巣詩郎                       | 鷺巣詩郎                   | 鷺巣詩郎  | choir+boys（合唱）                    | 1:06  |
| 合計時間: | 合計時間:                             | 合計時間:                                     | 合計時間:                  | 合計時間: | 合計時間:                             | 78:45 |

## スタッフクレジット
| オーケストラコーディネーター | Lucy Whalley, Isobel Griffiths                                     |
| セッションマネージメント     | Philip Bagenal、谷本由紀子（Ro-JAM）、鷺巣由比子（Ro- JAM）        |
| ファイナルエンジニアリング   | 辻元宏（The Master）                                               |
| アートワーク                 | 市古斉史（TGB design.）                                            |
| イラストレーション           | 前田真宏                                                           |
| アートワークコーディネーター | 橘田貴文（キングレコード）、兼城沙耶（キングレコード）             |
| ディレクター                 | 島居理恵                                                           |
| エグゼクティブプロデューサー | 庵野秀明                                                           |
| スペシャルサンクス           | 大月俊倫、吉岡隆志、小川智弘、島居理恵、宿利剛、吉江一郎、鈴木孝一 |